# Beto Almeida
Beto Almeida (født 5. april 1955) er en tidligere brasiliansk fodboldspiller og træner.